# 蘆竹五福宮
南崁五福宮，舊稱玄壇廟或元壇廟，俗稱南崁元帥廟，位於桃園市蘆竹區。該廟主祀之玄壇元帥據傳是由明鄭士兵迎來，創建至今有三百多年的歷史，共有9次修建及2次擴建，1985年8月19日由內政部公告為三級古蹟，1997年改制為縣定古蹟，2014年隨著桃園升格直轄市而改為直轄市定古蹟，同時是桃園市最古老的寺廟。

## 地理
五福宮位於蘆竹區五福里，即里內人口聚集之上南崁地區，故地方上皆以「南崁五福宮」稱之。日治時期原屬桃澗堡南崁廟口庄，後為新竹州桃園郡蘆竹庄南崁五十五番地，正對南山路，總面積為0.2325公頃，宮前為一狹長型廣場（俗稱廟埕），五福宮右側有座三層樓高的八角塔型金爐，廣場前方建有一座四柱三門的牌樓。五福宮前為一丁字形路口，正對五福路。五福路二側原有六對（12支）日式燈柱，其中有兩柱（1對）已遺失。
吳姓移民建村在此地，村民渴望多福，因吳與五同音「吳厝庄」（今蘆竹區五福里）而得名，在清治時期名為「五福庄」，戰後定名為「五福村」，2014年6月3日蘆竹鄉改制為蘆竹市後，改稱五福里。

## 建廟年代
- 1661年（明永曆15年），由明鄭士兵迎來。
  - 根據民間傳說明鄭征伐北臺灣，駐軍於五福宮現址，營中兵士攜帶玄壇元帥香火而忘記取走，民眾於夜間發現此處發出亮光，認為是神明顯靈，而在此處搭建茅廬供民眾瞻拜，即是蘆竹五福宮的前身。[3][4]
- 1663年（明永曆17年），千總蔡先熙，建造茅屋，奉請玄壇元帥鎮守中館。
- 1740年（清乾隆5年），因朽敝，五福宮第一次進行修建工程。[5]
- 1745年（清乾隆10年），才改建廟宇，稱為「玄壇廟」或「元帥廟」。

### 修建簡譜
- 1807年（清嘉慶12年），廟宇年久破損，做第二次修建。
- 1866年（清同治5年），進行第三次修建、並進行第一次擴建，於次年完成。廟宇擴建為兩進，增建「聖蹟亭」乙塔。
- 1867年（清同治6年），將「元帥廟」改號正式定名「五福宮」。
- 1878年（清光緒4年），廟宇屋根全部破損，進行第四次修建，9月21日起工修外貌，隔年1879年（清光緒5年）2月4日竣工。
- 1924年（日大正13年），9月大颱風，廟宇遭損嚴重，於當年10月動工，進行第五次修建、第二次擴建，於12月1日動工。
- 1925年（日大正14年），12月竣工。 並擴建為前中後三進，佔地150多坪，現在的廟貌即奠基於此時。
- 1960年（民國49年），重修天井外貌。
- 1961年（民國50年），主任委員楊清漢等人因見廟貌剝落侵蝕，集資發起重新粉刷修繕，於次年11月完成。
- 1971年（民國60年），增建廟側金亭。
- 1976年（民國65年），於廟的右側增建禪房，可供遠來香客住宿。
- 1977年（民國66年），進行第六次修建，改建後並建造「使者公蛇洞」以安置保育類錦蛇，並將後殿改建為上下兩層的混凝土建築。
- 1985年（民國74年），8月19日經內政部公告為國家三級古蹟。
- 1997年（民國86年），因文建會斥資修建古蹟，進行第七次修建，2月間動工修繕，於1999年（民國88年）竣工。
- 2005年（民國94年），3月進行第八次修建，因聖蹟亭位於道路邊，為避免招到車輛撞擊破壞，請示後，遷移至五福宮左側新的金爐旁五福一路公園內，座向亦照原方位安置，原來聖蹟亭位置立「聖蹟亭遺址」一碑，於原處以為後世流傳。
- 2006年（民國95年），12月因「使者公蛇洞」年久潮濕，易生病菌，進行第九次重建。
- 2007年（民國96年），1月12日，「使者公蛇洞」落成啟用。

## 建築

### 牌樓

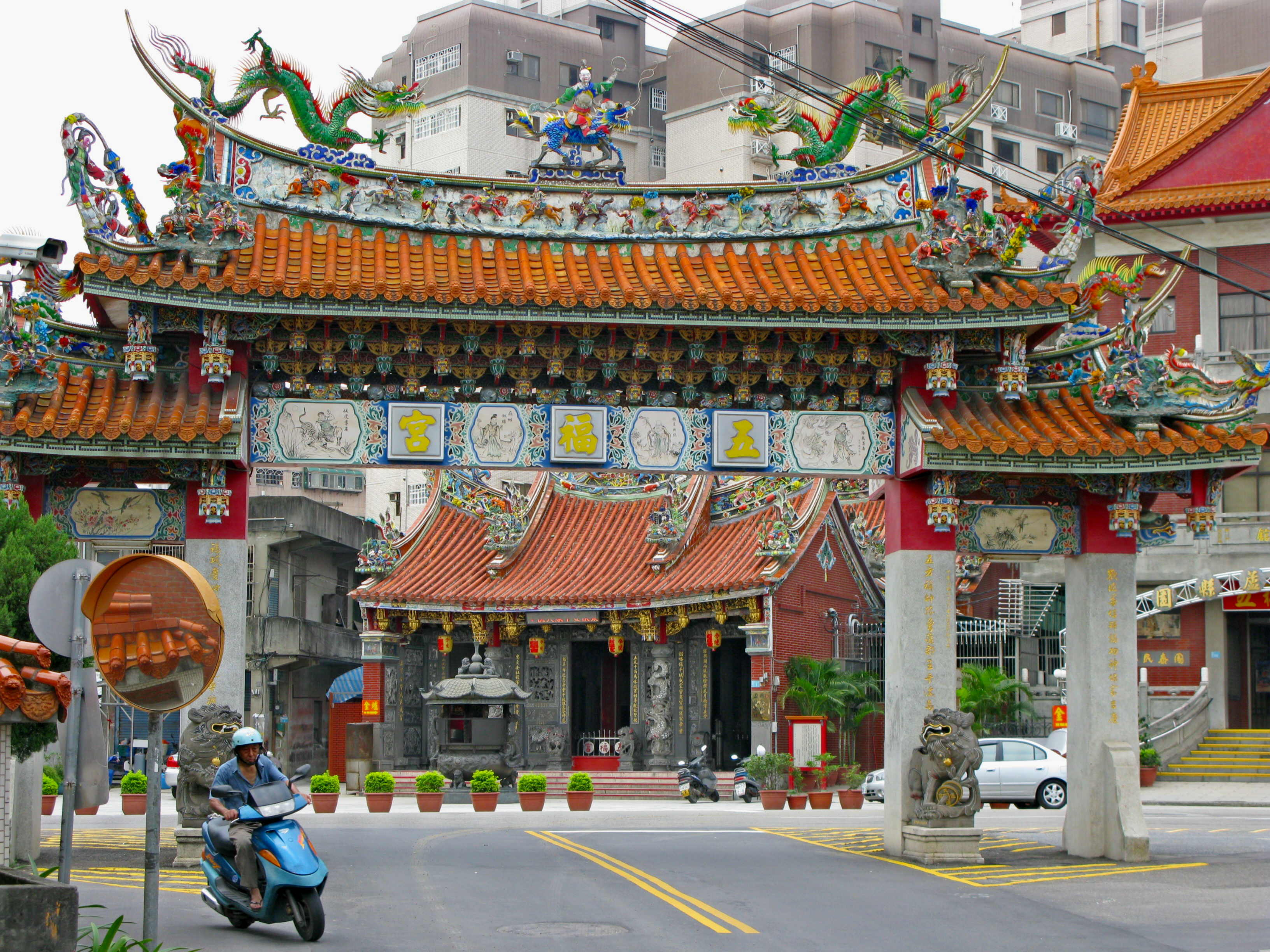
牌樓正面

正對五福路，從牌坊的分類來說，修建位置和功能的角度分為：壇廟寺觀牌坊，建築材料的角度分為：磚石合造牌坊，建築格局的角度為：三間四柱三樓坊。簷下的豎材、吊筒、托木等具有豐富的的木雕。
五福一路還未打通時這是唯一一條出路口。

### 三川殿（前殿）
五福宮的正殿為面寬三開間，三進兩廊而成院落式組織，但第三進已改建為二層的鋼筋混凝土建築。
五福宮的石雕集中於此，以立雕、透雕、浮雕各種手法，刻畫各種吉祥圖案，通樑上豐富精緻的螭虎、獅座，彩繪木雕。通樑下的員光、拖木，雕工繁複華麗，富於藝術性。牆壁為以石雕為主，建築之大木構架基本上仍維持日治大正年間重建時的風貌。

### 後殿
1977年後殿改建為兩層的混凝土建築，大失原來的風格，原本的後殿格局不可考，目前建築平面格局在日治時期大正年代重建，為面闊三間深三進狹長型，上為觀音殿，下為餐廳。

### 太歲殿
於2003年初新增設。

### 施主殿
位於後殿前龍邊左側廂房，為紀念「開基施主」周添福為南崁玄壇廟住持時期，後人感念，設立「福建省泉州府晉江縣施主周諱添福祿位」乙座供奉。

### 使者公蛇洞

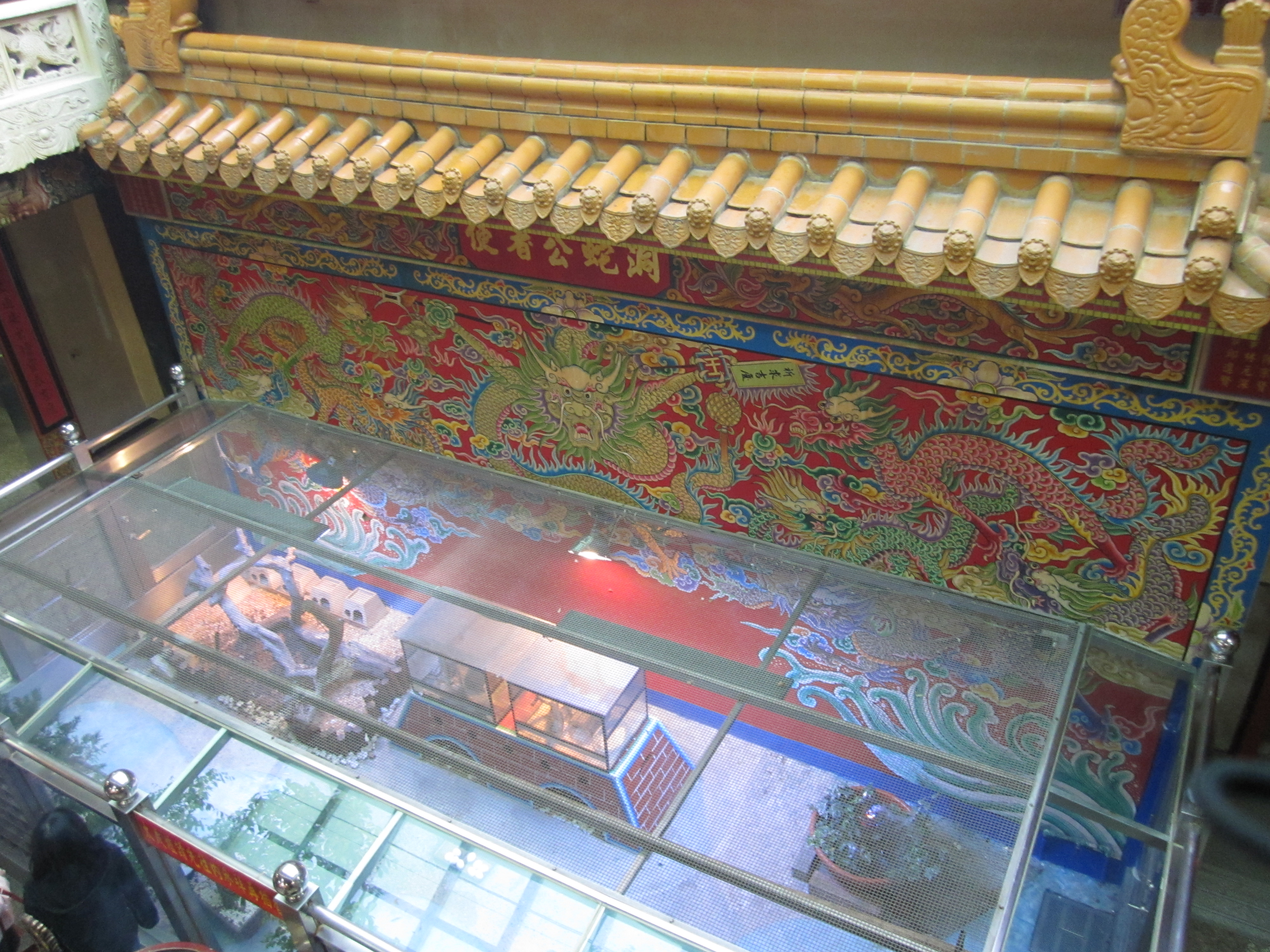
使者公蛇洞

位於後殿內，1977年（民國66年）建造「使者公蛇洞」以安置錦蛇（臺灣南蛇）。
1924年，九月颱風侵襲，廟宇遭損嚴重，經地方仕紳在度集資重建，擴建時發現基地下群蛇棲息穴中，撲捉未獲不知去向，隔年12月完工落成當天，突然有蛇集於宮前，後來又忽然不見，當時村民皆稱神蛇為「使者公」，而後常出沒於廟內外遊動，廟方擔心信眾驚恐，於是建造「使者公蛇洞」，蒐集神蛇於洞中供養。
現在，所看到的「使者公蛇洞」，是五福宮進行第九次重建時更新過。天氣好時可以直接看到錦蛇盤據在樹枝上。

### 天爐

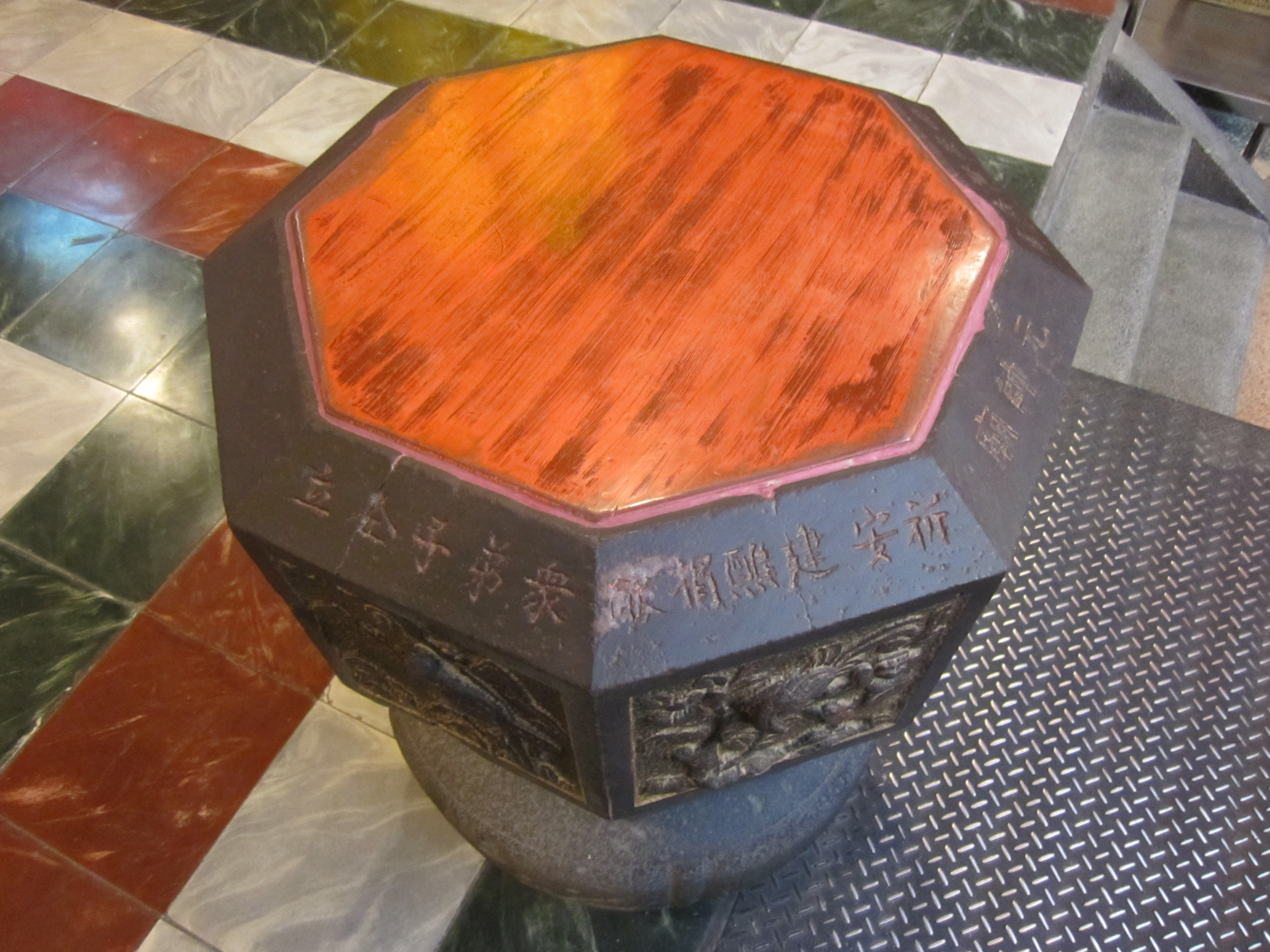
1823年（清道光三年）所建的古香爐座

- 1823年（清道光三年）所建的古香爐，曾有兩次修繕，同時舉行建醮祈安儀式，是日建醮遺存寶物，現為鎮宮之寶，已有180餘年歷史。根據廟方所述，1925年（大正14年），因為香火鼎盛進行擴建，那時為金雞年，瑞氣靈動非常，將天爐請至正殿受武財神玄壇元帥加持後，天爐靈氣大發，曾因此吸引各方異士湧至五福宮，傳為美談。

### 聖蹟亭及金爐

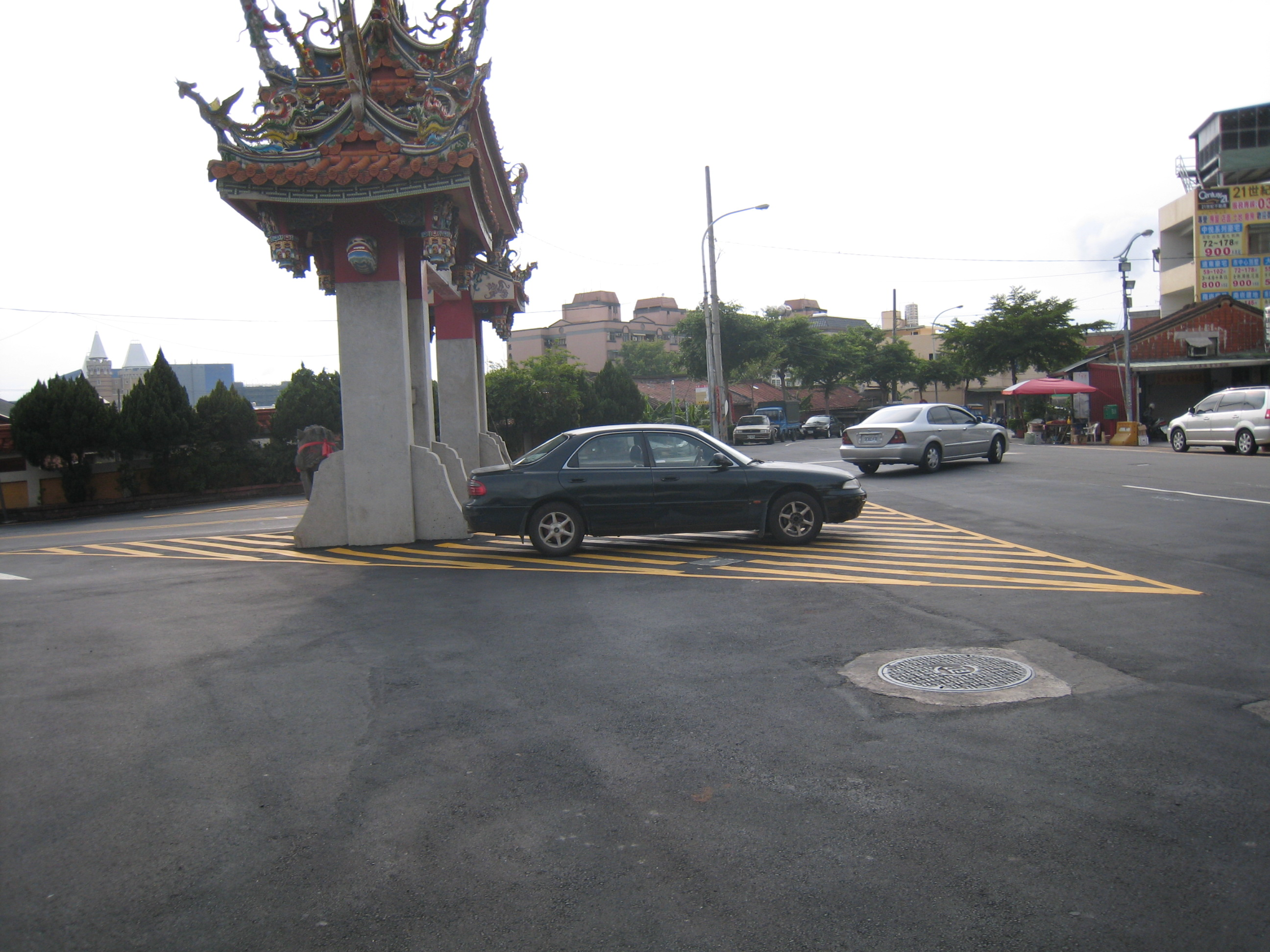
敬字亭遺址，位置在黃斜線內

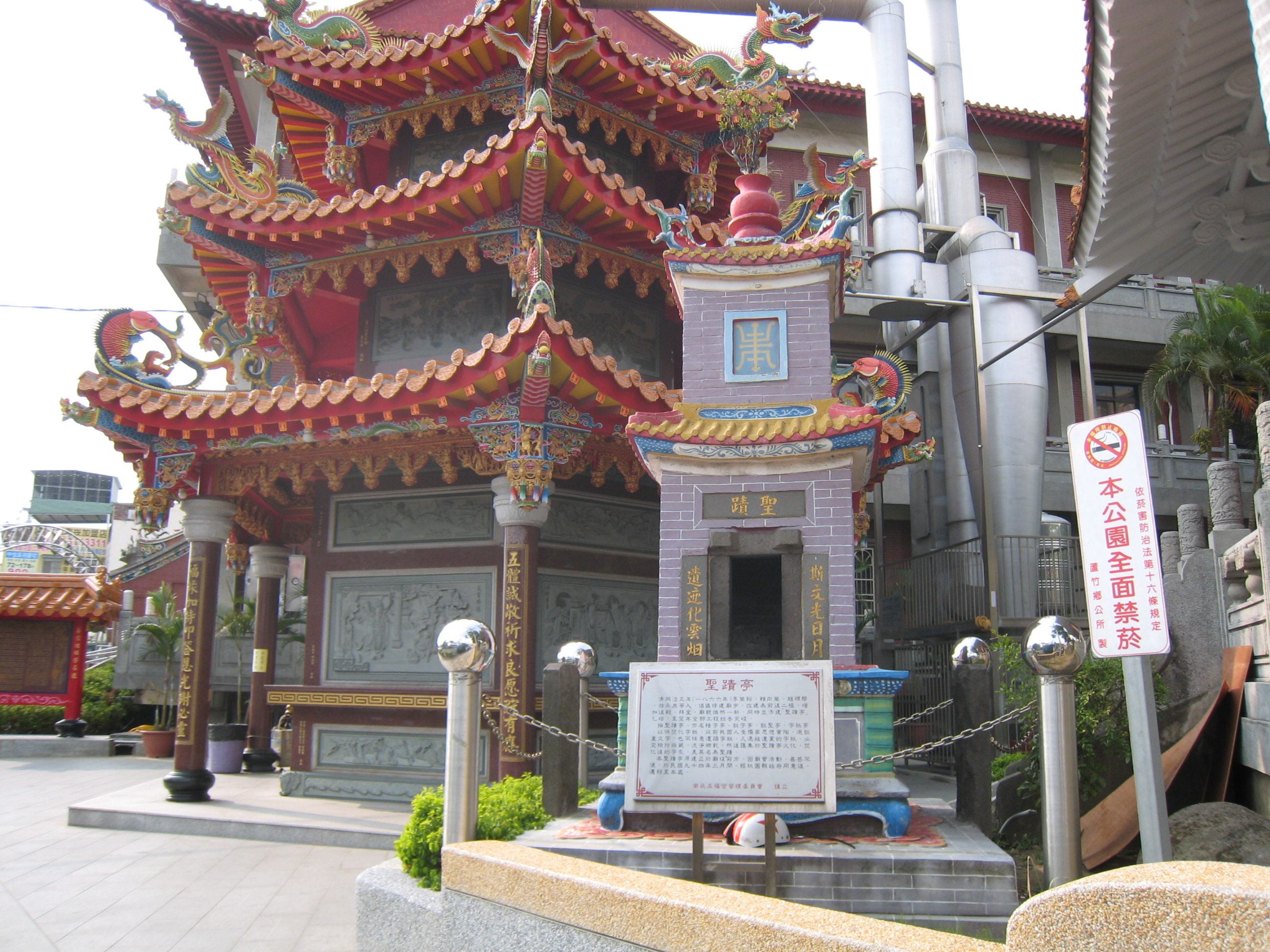
金爐(旁邊為敬字亭)

牌樓旁原有有一座紅磚三層惜字亭，建於1866年（清同治5年），頂部為葫蘆狀煙囪，葫蘆狀煙囪處有一株榕樹生長在其中，每層翼角都飾有龍鳳吉獸，上書「聖蹟」二字。原建於廟埕前方道路邊，為避免遭車輛撞擊破壞，經報請桃園縣政府同意後，於2005年三月遷移至五福宮左側新的金爐旁公園內，座向亦照原方位安置。敬字亭旁有一石碑，記載遷移過程及各界捐款情形，原來敬字亭位置並埋立「聖蹟亭遺址」碑以為後世流傳。
另公園中有座三層樓高的八角塔型金爐，同時為了符合環保於後方設置飛灰回收裝置。

### 燈柱

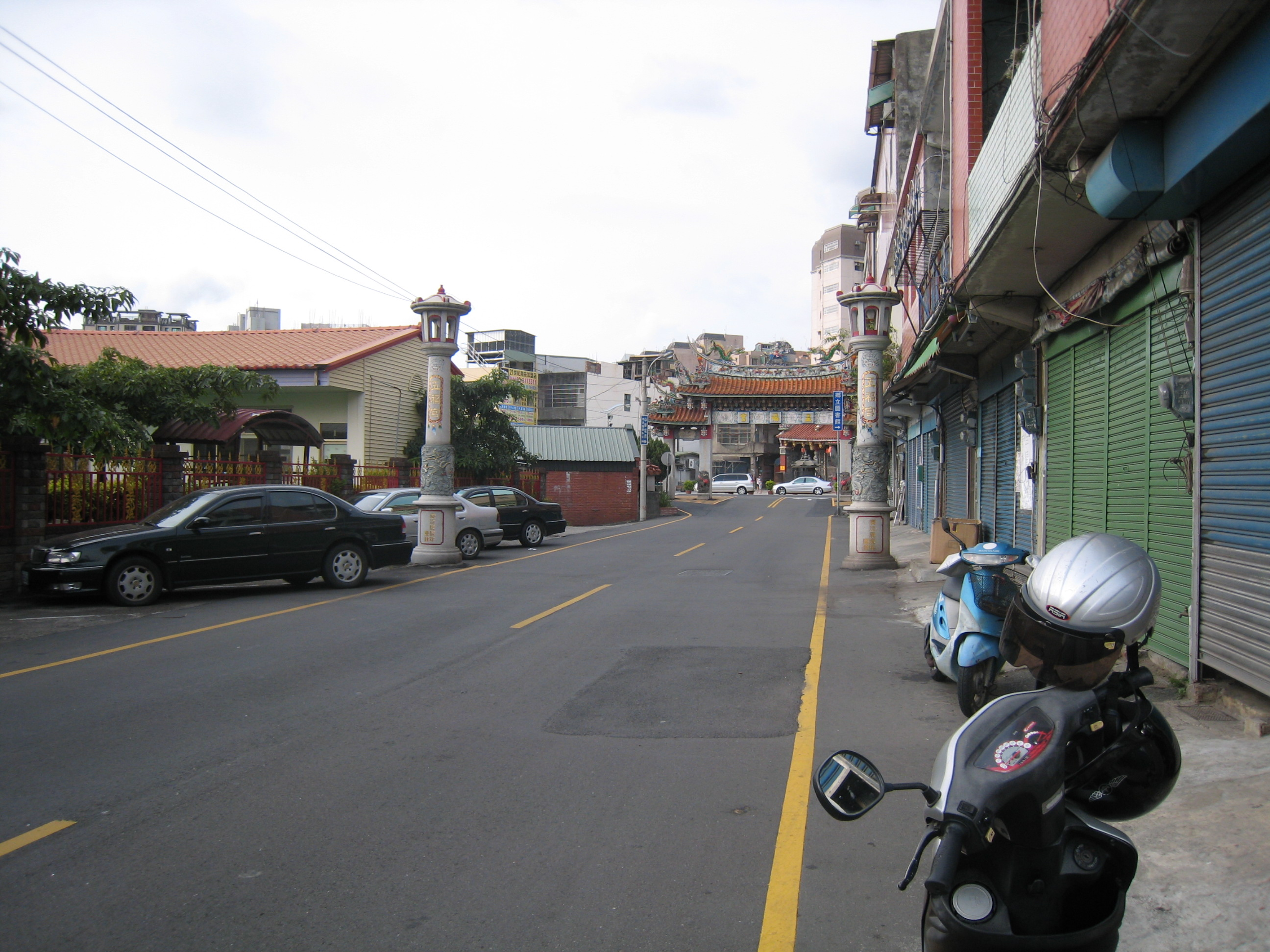
五福路上的日式燈柱

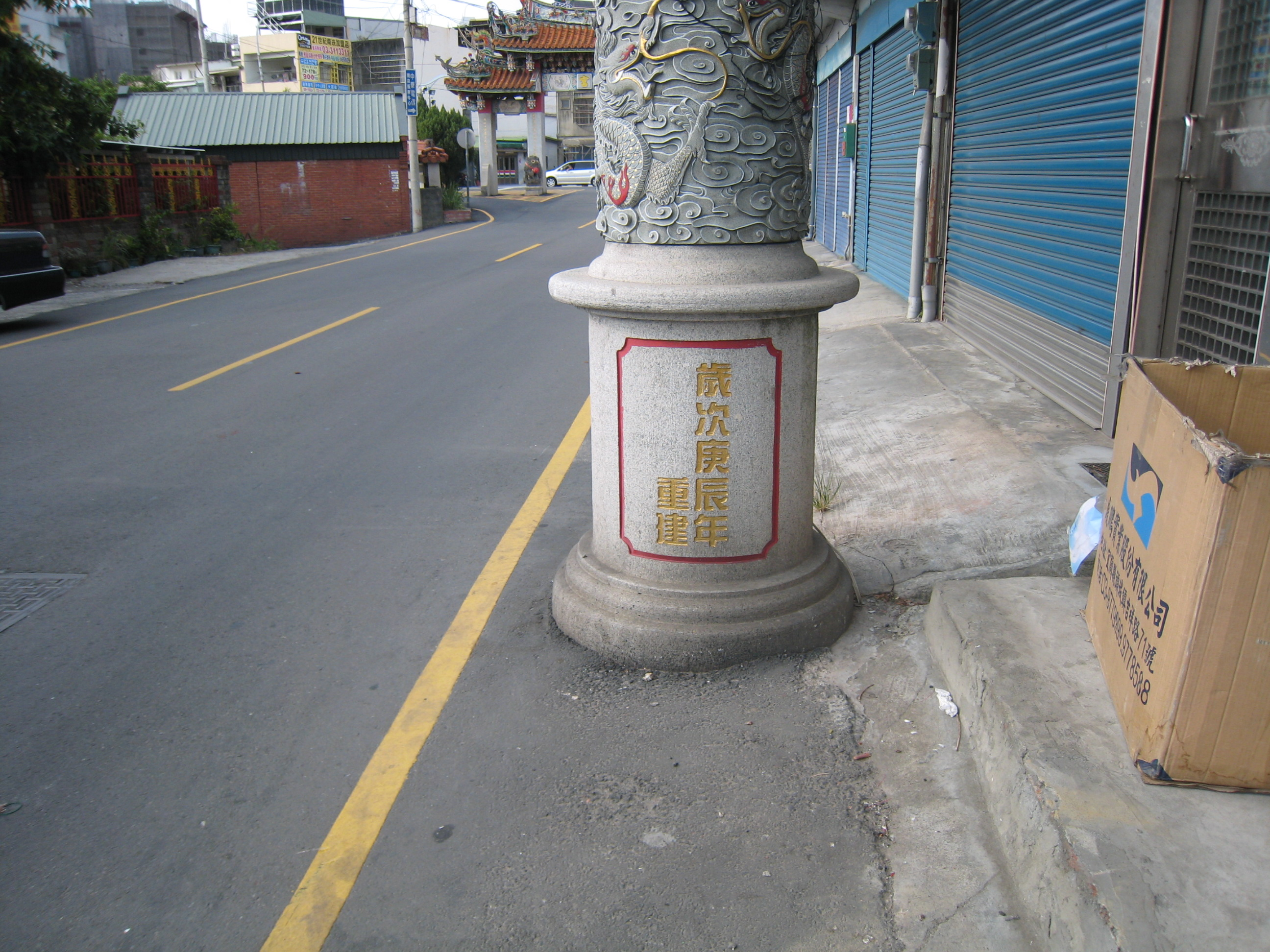
日式燈柱上歲次庚辰年重建字樣

正對五福路。五福路二側原有六對（12支柱）日式燈柱，其中有1對（2支柱）已遺失，燈柱上有「歲次庚辰年重建字樣」。
底座仿蠟燭臺樣式，上面位置仿燈籠型式，中下位置有龍騰浮雕，中下位置有五福宮大字3個。

## 奉祀神明
| 地位   | 神祇     | 位置                   |
| 主祀神 | 玄壇元帥 | 正殿中央。             |
| 配祀神 | 千里眼   | 正殿，玄壇元帥左前方。 |
|        | 順風耳   | 正殿，玄壇元帥右前方。 |
|        | 太子爺   | 正殿，位於前方供桌上。 |
| 同祀神 | 關聖帝君 | 後殿                   |
|        | 媽祖     | 後殿                   |
|        | 觀音佛祖 | 後殿中央。             |
|        | 斗姥元君 | 後殿一樓，太歲殿。     |
|        | 太歲星君 | 後殿一樓，太歲殿。     |

## 臺灣武財神玄壇元帥宮廟聯誼會
最初，因玄壇元帥蒞臨台灣駐駕也有個350年，期間保佑臺灣民眾，四時無災，風調雨順，五穀豐收。
感念玄壇爺武財神之恩德之下。期望能廣邀台灣各地主祀或主要配祀武財神玄壇爺的廟宇名勝古剎，共同籌組『臺灣武財神玄壇元帥宮廟聯誼會』，除了能增進各兄弟廟之交流外，也可使台灣人更深入體驗、信仰、與認識武財神玄壇元帥。
並於2006年（民國95年），於南崁五福宮舉行第1次『臺灣武財神玄壇元帥宮廟聯誼會成立大會暨恭祝武財神玄壇元帥聖誕祝壽大典』。

## 活動
- 武財神文化祭：為五福宮於農曆3月起，為恭祝開臺玄壇元帥武財神聖誕萬壽，五福宮會舉辦一系列活動。
- 玄壇元帥 天上聖母聖誕聯合慶典：每年武財神玄壇元帥聖誕之日農曆3月16日中午後舉行過金火儀式。
- 中元普渡祭：為自清代以來即於每年農曆七月間的「中元普渡法會」，可說是北台灣歷史最悠久的慶典活動之一。
- 施放水燈：農曆七月十四日傍晚時分(約六點開始)，陸續點亮水燈頭、施放鞭炮後，隨即出發遊街召請各路好兄弟，可說是台灣放水燈之最。
- 分香子廟及友廟進香：每逢民國偶數年(西元奇數年)農曆正月十七日，進香活動中較具規模者，會伴隨神轎及陣頭。

| 農曆日期     | 祭祀                              | 農曆日期   | 祭祀                          |
| ------------ | --------------------------------- | ---------- | ----------------------------- |
| 每月初一日   | 聖誕 祈安禮斗植福法會             | 正月十一日 | 祈安禮斗開斗大法會            |
| 正月廿九日   | 大眾爺聖誕千秋                    | 二月十九日 | 觀世音菩薩聖誕                |
| 三月十五日   | 開臺玄壇元帥 天上聖母聖誕祈安繞境 | 三月十六日 | 開臺玄壇元帥聖誕法會 過火儀式 |
| 四月廿六日   | 五榖先帝聖誕千秋                  | 六月廿四日 | 關聖帝君聖誕千秋              |
| 七月十四日   | 中元普渡二朝醮會 施放水燈         | 七月十五日 | 中元普渡二朝醮會 普渡法會     |
| 七月廿九日   | 大眾廟祭典普渡                    | 九月初九日 | 中壇元帥 觀音佛祖聖誕千秋     |
| 十二月擇吉日 | 祈安禮斗完斗大法會                |            |                               |

## 取景
- 電視劇
  - 《戲說台灣》玄壇元帥

## 外部連結
- （繁體中文）（英文）（日語）南崁五福宮官方網站 （页面存档备份，存于）
- （繁體中文）自立廟宇網-五福宮 （页面存档备份，存于）
- （繁體中文）YouTube上的~寺廟之美~國家三級古蹟 南崁五福宮 2009-01-26 華視特別節目『歡喜迎新春』播出
- 蘆竹五福宮—文化部文化資產局 （页面存档备份，存于）

25°03′13.90″N 121°17′42.60″E / 25.0538611°N 121.2951667°E